# علامة سيدل

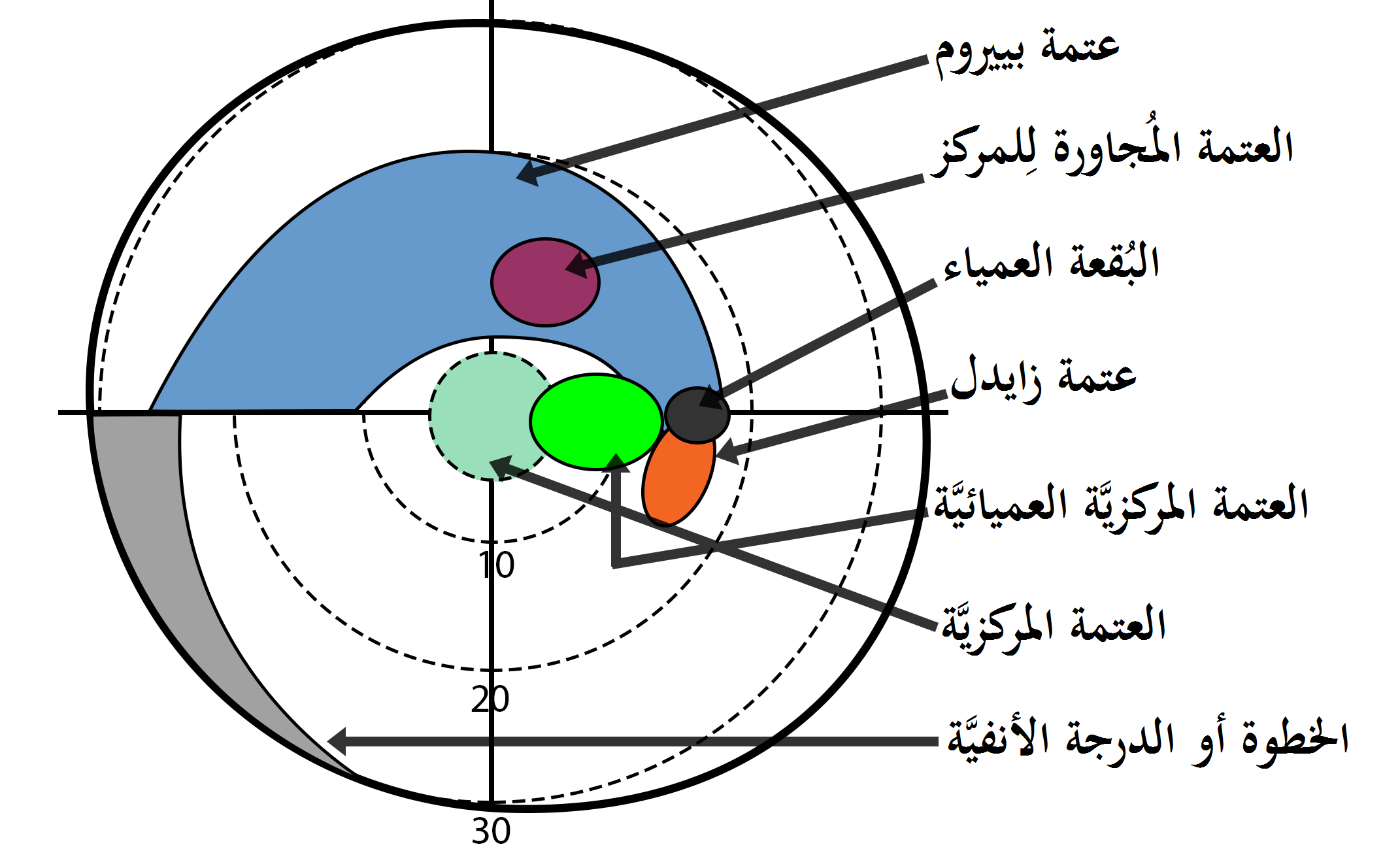
وصف مرئي للمواقع المُختلفة للعتمة في الشبكية، وتظهر علامة سيدل باللون البُرتقالي

علامة سيدل (بالإنجليزية: Seidel sign)‏ وتُسمى أيضًا عتمة سيدل (بالإنجليزية: Seidel's scotoma)‏ هي عتمة منجلية الشَكل تُعتبر امتداد علوي أو سُفلي للنقطة العمياء، وتحدث في بعض مرضى الزرق.